# Accidente del C-295 de la Fuerza Aérea Polaca en 2008
El accidente aéreo de Mirosławiec se produjo el 23 de enero de 2008 cuando un avión de transporte militar de fabricación española CASA C-295 perteneciente a la Fuerza Aérea Polaca, que volaba desde Varsovia via Powidz y Krzesiny hasta Mirosławiec, se estrelló durante su aproximación a la Base Aérea 12 cerca de Mirosławiec, en Polonia. Todos los pasajeros y tripulantes que iban a bordo, 20 en total, perdieron la vida. Como medida de seguridad después del accidente, todos los restantes aviones C-295 polacos fueron estacionados hasta que concluyese la investigación.

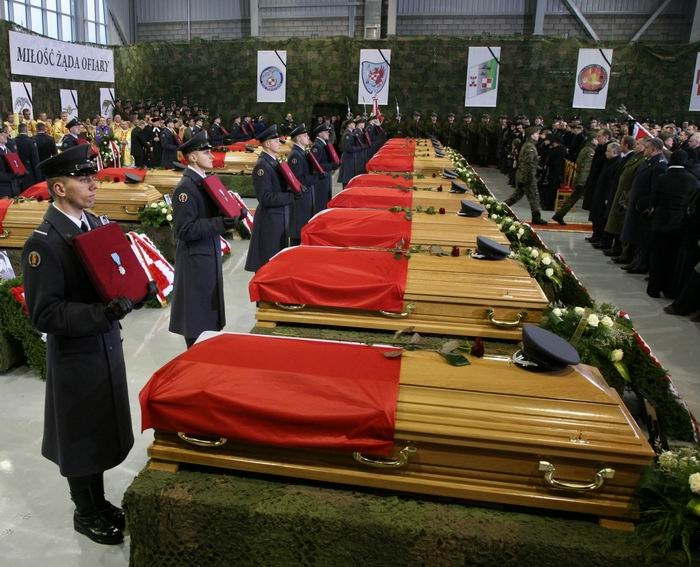
Funeral de estado de las víctimas del accidente.

El Ministro de defensa polaco Bogdan Klich destituyó cinco miembros de la Fuerza Aérea después de la investigación del accidente, que concluyó que la causa fueron errores graves por parte de la tripulación y del control de tierra, a los que se sumó la meteorología adversa, y no un fallo del avión.